# Charles-Daniel de Meuron
Charles-Daniel de Meuron, född 1738, död 1806, var en schweizisk officer, överste i fransk och nederländsk tjänst samt generallöjtnant i brittisk tjänst. Han var son till en köpman och miliskapten och började sitt yrkesliv som handelslärling. Efter att ha kommit i fransk militärtjänst nådde han överstes rang i Schweizergardet.
Meuron rekryterade 1781 ett schweizerregemente för det Nederländska Ostindiska kompaniets räkning och blev dess chef när regementet stationeras vid Goda Hoppsudden. 1786 överlät han det direkta chefskapet till sin bror, Pierre-Frédéric de Meuron, och återvände till Europa.
I Europa ägnade sig de Meuron åt sina naturhistoriska intressen. 1795 ställde han sitt regemente i brittisk tjänst och återtog åter det direkta chefskapet. Fem år senare slog han sig ned i Neuchâtel där han dog 1806.